# Tensou Sentai Goseiger
Tensou Sentai Goseiger (天装戦隊ゴセイジャー, Tensō Sentai Goseijā) is de 34e Super Sentai-serie, geproduceerd door Toei Company. De serie liep van 14 februari 2010 tot 6 februari 2011, met een totaal van 50 afleveringen.
De naam van de serie is een porte-manteau van de Japanse woorden voor "Wachter" (護, Go), "Planeet" (星, Sei) en "Ranger" (レンジャー, Renjā). De serie heeft nauwe banden met het arcadespel Super Sentai Battle: Dice-O, dat eveneens in februari 2010 wordt uitgebracht. De personages in de serie maken namelijk gebruik van kaarten genaamd Gosei Cards (ゴセイカード, Gosei Kādo) om toegang te krijgen tot verschillende wapens en technieken, gelijk aan in het spel. Dit concept is ook al gebruikt in de serie Kamen Rider Decade.
De serie werd tevens bewerkt tot de Amerikaanse productie Power Rangers Megaforce

## Plot
De serie draait om een team van speciale mensen genaamd "Gosei Angels" (護星天使, Gosei Tenshi); mensen die 10.000 jaar geleden speciale krachten kregen en zich toen afsplitsten van de rest van de mensheid. Ze wonen in een speciale wereld die parallel bestaat aan de menselijke wereld, van waaruit ze de aarde beschermen.
Wanneer de aarde wordt aangevallen door de Warstar, een ras dat leeft van de energie van planeten, wordt de toren waarmee de Gosei Angels contact houden met de menselijke wereld vernietigd. Hierdoor wordt reizen tussen de Goseiwereld en aarde onmogelijk. Slechts vijf Gosei Angels die ten tijde van de aanval op aarde waren zijn nog over om de Warstar te stoppen. Ze worden samen de Goseiger.
Na 15 afleveringen slagen de Goseiger erin om de Warstar te verslaan, maar hun gevecht is daarmee nog niet ten einde omdat een nieuwe groep tegenstanders zich aandient: de demonische Yūmajū. De Goseiger krijgen in hun gevecht met deze nieuwe tegenstander echter hulp in de gedaante van de mysterieuze Gosei Knight. In aflevering 33 worden de Yuumajuu ook verslagen, maar dient opnieuw een nieuwe tegenstander zich aan: de Matrintis.
Uiteindelijk blijkt een gevallen Gosei Angel, Brajira of the Messiah, het meesterbrein te zijn achter de aanvallen van al deze groepen tegenstanders. Hij wil de aarde "beschermen" door deze geheel te vernietigen en naar zijn inzicht te herscheppen.

## Personages

### Goseiger
De Goseigers zijn de protagonisten van de serie. Ze zijn leden van de Gosei Angels (護星天使, Gosei Tenshi). De Gosei Angels zijn zelf onderverdeeld in drie stammen; de optimistische Skick Tribe (スカイック族, Sukaikku Zoku) met de macht over lucht, de harde Landick Tribe (ランディック族, Randikku Zoku) met de macht over aarde en vuur, en de kalme Seaick Tribe (シーイック族, Shīikku Zoku) met macht over water. De Goseigers gebruiken speciale kaarten genaamd Gosei Cards (ゴセイカード, Gosei Kādo) om te transformeren en hun wapens op te roepen.
- Alata/Gosei Red (アラタ/ゴセイレッド, Arata/Gosei Reddo): een lid van de Skick Tribe en leider van het team. Hij kan de ware aard van dingen doorzien. Tevens kan hij middels de wind achterhalen waar er gevaar is. Hij doet vaak dingen zonder er eerst over na te denken.
- Eri/Gosei Pink (エリ/ゴセイピンク, Eri/Gosei Pinku): een lid van de Skick Tribe en het meest volwassen lid van de groep. Ze is erg optimistisch over het leven. Wel ligt ze vaak overhoop met Moune. Ze eet geregeld zoetigheden.
- Agri/Gosei Black (アグリ/ゴセイブラック, Aguri/Gosei Burakku): een Landick krijger en oudere broer van Moune. Hij is de sterkste vechter van het team. Samen met zijn zus kan hij een reeks combinatie-aanvallen uitvoeren.
- Moune/Gosei Yellow (モネ/ゴセイイエロー, Mone/Gosei Ierō): Agri's jongere zus, en tevens het jongste lid van de groep. Ze is recht voor haar raap.
- Hyde/Gosei Blue (ハイド/ゴセイブルー, Haido/Gosei Burū): Het oudste lid van de groep, en het enige lid van de Seaick Tribe. Hij houdt het team grotendeels bij elkaar.
- Gosei Knight (ゴセイナイト, Gosei Naito): een mysterieuze krijger die 10.000 jaar geleden tegen de Yuumajuu vocht. Hij duikt onverwacht op na de terugkeer van de Yuumajuu. Hij draagt een meer gepantserd kostuum en maakt gebruik van de Knightick Power (ナイティックパワー, Naitikku Pawā). Zijn ware identiteit is niet die van een Gosei Angel, maar de Groundion Headder. Hij kan de vaardigheden van alle drie de stammen gebruiken. Vroeger was hij een van de Headers van Brajira. Nadat Brajira onthuld wie hij is, dwingt hij GoseiKnight om weer voor hem te gaan werken als Dark Gosei Knight

### Bondgenoten
- Master Head (マスターヘッド, Masutā Heddo): de leider van de Goseiwereld. Via hem onderhouden de Goseigers contact met hun thuiswereld en krijgen ze informatie over de Warstar.
- Datas (データス, Dētasu): een robot die naar de aarde gestuurd is door Master Head vlak voordat de Heaven's Tower vernietigd werd. Hij wordt een bondgenoot van de Goseiger. Hij lijkt qua vorm sterk op een arcademachine.
- Magis (マジス, Majisu): een lid van de Seaick Tribe. Hij wordt enkel gezien in een flashback, waaruit blijkt dat hij oorspronkelijk Gosei Green was. Hij kwam om het leven in een gevecht met Kurasunīgo of 5000 °C.
- Professor Shuichirou Amachi (天知 秀一郎博士, Amachi Shūichirō-hakase): een amateurastronoom, die het Amachi Institute runt. Hij neemt de Goseigers in dienst als parttime werkkrachten, zonder te weten wie ze werkelijk zijn.
- Nozomu Amachi (天知 望, Amachi Nozomu): de jonge zoon van professor Amachi. Hij kent wel het geheim van de Goseigers.

### Warstar
De Universal Annihilation Army Warstar (宇宙虐滅軍団ウォースター, Uchū Gyakumetsu Gundan Wōsutā) zijn de antagonisten van de serie. Dit leger van insectachtige monsters reist door het universum om planeten te ontdoen van hun energie. Hun hoofdkwartier is het Universal Mothership Indevader (宇宙母船インデベーダー, Uchū Bosen Indebēdā). De namen van de Warstar-leden zijn allemaal gebaseerd op de Japanse namen van Amerikaanse sciencefictionfilms en -series. Warstar zelf is afgeleid van Star Wars (スターウォーズ, Sutā Wōzu)
- Great King Mons Drake (大王モンス・ドレイク, Daiō Monsu Doreiku):de leider van de Warstar. Hij is gebaseerd op een mot. Zijn naam is afgeleid van Star Trek (スタートレック, Sutā Torekku). Nadat al zijn handlangers falen, bevecht hij zelf de Goseiger. Hij wordt door hen verslagen met behulp van Hyper Gosei Great.
- Dereputa of the Meteor (流星のデレプタ, Ryūsei no Derebuta): een bidsprinkhaanachtig monster. Hij is een van Mons Drake’s belangrijkste commandanten. Hij was verantwoordelijk voor de vernietiging van de Goseiger's toren en is tevens de persoonlijke tegenstander van Gosei Red. Zijn naam is gebaseerd op Predator (プレデター, Puredetā). Hij wordt na de dood van Mons Drake vernietigd door GoseiRed.
- Demon Bug Soldiers Bibi (魔虫兵ビービ, Machūhei Bībi): de soldaten van de Warstar, en later ook de Yuumajuu en Matrintis.
- Universal Insect Monsters (ユニバーサルインセクトモンスター, Yunibāsaru Insekuto Monsutā): de monsters van de Warstar.
- Gyōten'ō of the Supernova (超新星のギョーテンオー, Chōshinsei no Gyōten'ō): een van de weinige Warstar-leden die de vernietiging van het moederschip door de Goseiger overleeft. Hij duikt op in de film Tensou Sentai Goseiger: Epic on the Movie.[1] Gyōten'ō is vernoemd naar de Gotengo (轟天号, Gōtengō) uit Atragon (海底軍艦, Kaitei Gunkan).

### Yuumajuu
De Earth Condemnation Group Yuumajuu (地球犠獄集団 幽魔獣, Chikyū Gigoku Shūdan Yūmajū) zijn een ras van demonische wezens. Ze komen van de aarde zelf, en willen deze veranderen naar een leefomgeving die hen meer aanstaat. De leden van de Yūmajū zijn gebaseerd op mythologische wezens. Ze werden 10.000 jaar geleden verslagen door GoseiKnight en opgesloten in de Erurei Box (エルレイの匣, Erurei no Hako). De WarStar laten hen echter onbewust weer vrij. Net als bij de Warstar zijn de namen van de leden vernoemingen naar Amerikaanse filmtitels.
- Makuin of the Blob (ブロブの膜イン, Burobu no Makuin): de leider van de Yuumajuu. Hij is een magiër. Hij kan zijn lichaam onder andere transformeren tot een wapen genaamd de Yuuma Buster. Hij wordt klaarblijkelijk verslagen door Ground Gosei Great, maar zijn geest overleefd en keert terug met het plan de hele aarde te absorberen in de Erurei Box. De Goseigers confronteren hem in de Erurei Box, en verslaan hem hier voorgoed. Zijn naam is een vernoeming naar The Blob (マックイーンの絶対の危機, Makkuīn no Zettai no Kiki).
- Kinggon of the Bigfoot (ビッグフットの筋グゴン, Biggufutto no Kingugon): de militaire leider van de Yuumajuu, en een van hun sterkste krijgers. Hij wordt na de dood van Makuin verslagen door Gosei Ultimate. Hij is vernoemd naar King Kong (キングコング, Kingu Kongu).

### Matrintis
De Machine Onslaught Empire Matrintis (機械禦鏖帝国マトリンティス, Kikai Gyoō Teikoku Matorintisu) zijn de derde groep van antagonisten uit de serie. Ze maken hun opwachting in aflevering 33. De Matrintis zijn een oude ras van machines, wiens rijk 4500 jaar geleden in zee verdween. In 2010 keren ze terug met het plan de mens tot slaaf te maken. Hun hoofdkwartier is de Machine Fortress Terminel (機械要塞ターミネル, Kikai Yōsai Tāmineru). Hun namen zijn gebaseerd op films over robots.
- Robogōgu of the 10sai (10（テン）サイのロボゴーグ, Tensai no Robogōgu): de leider van de Matrintis. Hij ziet organische levensvormen als nutteloos. Zijn naam is afgeleid van zijn 10 vaardigheden. Hij wordt verslagen door Ultimate Gosei Great. Hij is vernoemd naar RoboCop (ロボコップ, Robokoppu) and modeled after a clione.
- Metal-Alice of the Agent (エージェントのメタルA（アリス）, Ējento no Metaru Arisu): Robogogu's rechterhand en generaal van de Matrintis. Ze vecht met een speerachtig wapen waarmee ze onder andere de Bibi Bugs kan beheersen. Zij wordt gedood door Brajira in zijn gedaante van Buredo-RUN. Ze is vernoemd naar Metropolis (メトロポリス, Metoroporisu) .
- Matroids (マトロイド, Matoroido): de monsters van de Matrintis.

### Brajira
Brajira of the Messiah (救星主のブラジラ, Kyūseishu no Burajira) is de grootste tegenstander van de Goseigers. Hij is een corrupte Gosei Angel die alle drie de elementen kan gebruiken omdat hij zijn voormalige teamgenoten gedood heeft. Hij was 10.000 jaar geleden een van de sterkste Goseigers van zijn tijd, maar is naar het heden gereisd via een tijdreistechniek om zo zijn meesterplan te kunnen voltooien. Als Gosei Angel beschikt Brajira tevens over zijn eigen headers, Dark Headders (ダークヘッダー, Dāku Heddā) genaamd. Hij gebruikt ze om monsters te maken die bestaan uit combinaties van mythologische dieren en machines.
Hij maakt in de serie gebruik van meerdere gedaantes en identiteiten om zo de verschillende groepen antagonisten aan te sturen. Hij is onder andere te zien als:
- Buredoran of the Comet (彗星のブレドラン, Suisei no Buredoran): een lid van de Warstar. Hij is in deze gedaante gemodelleerd naar een neushoornkever en dient als strateeg van de groep.
- Buredoran of the Chupacabra (チュパカブラの武レドラン, Chupakabura no Buredoran): een lid van de Yuumajuu. Hij probeert tevens tevergeefs de macht over deze groep te grijpen. Hij wordt in deze vorm verslagen door Ground GoseiGreat.
- Buredo-RUN of the Cyborg (サイボーグのブレドRUN, Saibōgu no Buredoran): Nadat Brajira’s levenloze lichaam wordt gevonden door de Matrintis, veranderen ze hem in een cyborg. Hij vergeet in de ze vorm wie hij werkelijk is. Nadat hij zijn geheugen terugkrijgt, zorgt hij ervoor dat de Goseigers de Mantrintis kunnen verslaan.
- Buredoran of the Bloodbath (血祭のブレドラン, Chimatsuri no Buredoran): een gedaante die hij tijdelijk aanneemt in de cross-over special Tensou Sentai Goseiger vs. Shinkenger: Epic on Ginmaku.

Nadat de Mantrintis ook verslagen zijn, onthuld Brajira zijn ware gedaante en plan. Hij wil met de oorlogskennis van de Warstar, de magie van de Yuumajuu en de technologie van de Mantrintis de wereld vernietigen en deze naar zijn eigen inzicht herscheppen, met zichzelf als de Messias. Dat is zijn idee van "de wereld redden". De Goseigers kunnen dit uiteindelijk verhinderen.
Brajiar's naam is gebaseerd op de titel van de film Brazil.

## Mecha

### Machines
De mecha van de Goseigers zijn de Gosei Machines (ゴセイマシン, Gosei Mashin). Deze worden opgeroepen met zogenaamde Headders (ヘッダー, Heddā); voorwerpen in de vorm van het hoofd van een dier.
- Gosei Dragon (ゴセイドラゴン, Gosei Doragon): een Draak/vliegtuig hybride.
- Gosei Phoenix (ゴセイフェニックス, Gosei Fenikkusu): een feniks/straaljager voertuig.
- Gosei Snake (ゴセイスネーク, Gosei Sunēku): Een slang/hogesnelheidstrein voertuig
- Gosei Tiger (ゴセイタイガー, Gosei Taigā): een smilodon/bulldozer voertuig.
- Gosei Shark (ゴセイシャーク, Gosei Shāku): een haai/duikboot voertuig
- Seaick Brothers (シーイックブラザー, Shīikku Burazā): drie waterheaders gemodelleerd naar een rog, hamerhaai en zaaghaai.
- Landick Brothers (ランディックブラザー, Randikku Burazā): drie grondheaders die met Gosei Great kunnen combineren tot Landick Gosei Great. Ze zijn gemodelleerd naar een vliegend hert, neushoorn en Tyrannosaurus.
- Exotic Brothers (エキゾチックブラザー, Ekizochikku Burazā): vier headers die vier verschillende draken uitbeelden.
- Skick Brothers (スカイックブラザー, Sukaikku Burazā): drie luchtheaders gemodelleerd naar een havik, kraai en Pteranodon.
- Hyper Change Headder (ハイパーチェンジヘッダー, Haipā Chenji Heddā): een header die Datas kan helpen veranderen naar Datas Hyper.
- Mystic Brothers (ミスティックブラザー, Misutikku Burazā): drie struisvogel-achtige headers.[2]
- Groundion Headder (グランディオンヘッダー, Gurandion Heddā): De ware gedaante van Gosei Knight.
- Vulcan Headder (バルカンヘッダー, Barukan Heddā): een vuurwapen-header.
- Knight Brothers (ナイトブラザー, Naito Burazā): twee op leeuwen gebaseerde Gosei Machines.
- Miracle Gosei Headders (ミラクルゴセイヘッダー, Mirakuru Gosei Heddā): goudkleurige Headers waarmee de Goseigers zich kunnen veranderen in Super Goseigers. Ze zijn sterkere versies van de Goseigers’s primaire machines.
- Gosei Wonder (ゴセイワンダー, Gosei Wandā): een blauwe Gosei Machine die voorkomt in de film Tensou Sentai Goseiger: Epic on the Movie. De machine heeft vijf Headers gebaseerd op een adelaar, neushoornkever, krokodil, olifant en dolfijn.

### Combinaties
- Tensou Combination Gosei Great (天装合体ゴセイグレート, Tensō Gattai Gosei Gurēto): de primaire robot van het team, opgebouwd uit de vijf originele Gosei Machines. Gosei Great is gewapend met het Dragon Sword (ドラゴンソード, Doragon Sōdo).
  - Seaick Gosei Great (シーイックゴセイグレート, Shīikku Gosei Gurēto): de combinatie van Gosei Great met de Seaick brothers. Deze versie van Gosei Great kan de zwakke plekken van zijn vijanden opsporen door middel van sonar.
  - Landick Gosei Great (ランディックゴセイグレート, Randoikku Gosei Gurēto): de combinatie van Gosei Great met de Landick Brothers. Zijn aanvallen zijn de Kuwaga Headbutt (クワガヘッドバット, Kuwaga Heddobatto) en Tyranno Kick (ティラノキック, Tirano Kikku).
  - Exotic Gosei Great (エキゾチックゴセイグレート, Ekizochikku Gosei Gurēto): de combinatie van Gosei Great met de Exotic Brothers.
  - Skick Gosei Great (スカイックゴセイグレート, Sukaikku Gosei Gurēto): de combinatie van Gosei Great met de Skick Brothers.
  - Hyper Gosei Great (ハイパーゴセイグレート, Haipā Gosei Gurēto): de combinatie van Gosei Great met zowel de Skick Borthers, Landick Brothers, Seaick Brothers en Datas Hyper. Zijn aanval is de Hyper Headder Strike (ハイパーヘッダーストライク, Haipā Heddā Sutoraiku), waarbij hij alle headers afvuurt op zijn tegenstander.[3]
  - Ground Gosei Great (グランドゴセイグレート, Gurando Gosei Gurēto): de combinative van Gosei Great met Gosei Ground.
  - Ground Hyper Gosei Great (グランドハイパーゴセイグレート, Gurando Haipā Gosei Gurēto): een combinatie die enkel wordt gezien in Tensou Sentai Goseiger vs. Shinkenger: Epic on Ginmaku. Hierin combinert Gosei Great met de Skick Brothers, Seaick Brothers, Landick Brothers, Knight Brothers, de Groundion Headder en Datas Hyper.

- Datas Hyper (データスハイパー, Dētasu Haipā): Datas kan combineren met de Hyper Change Headder om zelf uit te groeien tot een enorme vechtrobot. Zijn aanvallen zijn onder andere de Datas Punch (データスパンチ, Dētasu Panchi), de Hyper Upper (ハイパーアッパー, Haipā Appā), en Datas Dynamic Crash (データスダイナミッククラッシュ, Dētasu Dainamikku Kurasshu).[4]

- Tensou Combination Gosei Ground (天装合体ゴセイグランド, Tensō Gattai Gosei Gurando): de combinatie van Groundlion en de Knight Brothers. De persoonlijke mecha van GoseiKnight. Zijn aanvallen zijn onder andere Groundion Punch (グランディオンパンチ, Gurandion Panchi) en de Sealeon Kick (シーレオンキック, Shīreon Kikku).

- Tensou Combination Wonder Gosei Great (天装合体ワンダーゴセイグレート, Tensō Gattai Wandā Gosei Gurēto): de combinatie van vier Gosei Machines en Gosei Wonder. Deze mecha komt alleen voor in de film. Zijn wapen is de Gosei Bird Ax (ゴセイバードアックス, Gosei Bādo Akkusu).

- Tensou Combination Gosei Ultimate (天装合体ゴセイアルティメット, Tensō Gattai Gosei Arutimetto): een mecha die ontstaat als de vijf Miracle Gosei Headers combineren. Hij is gewapend met twee zwaarden.

## Afleveringen
1. The Gosei Angels Descend (護星天使、降臨, Gosei Tenshi, Kōrin)
2. The Fantastic Goseigers (ファンタスティック・ゴセイジャー, Fantasutikku Goseijā)
3. Landick Power Divided (ランディックパワー、分裂, Randikku Pawā, Bunretsu)
4. Play the Angel's Song (響け、天使の歌, Hibike, Tenshi no Uta)
5. Magical Hyde (マジカル・ハイド, Majikaru Haido)
6. The Breakout Goseigers (ブレイクアウト・ゴセイジャー, Bureikuauto Goseijā)
7. Protect the Land! (大地を護れ！, Daichi o Mamore!)
8. Out of Control Gosei Power (ゴセイパワー、暴走, Gosei Pawā, Bōsō)
9. Gotcha☆Gosei Girls (ガッチャ☆ゴセイガールズ, Gatcha Gosei Gāruzu)
10. Hyde's Partner (ハイドの相棒, Haido no Aibō)
11. Spark, Landick Power (スパーク・ランディックパワー, Supāku Randikku Pawā)
12. The Miraculous Gosei Headder Great Assembly (ミラクル・ゴセイヘッダー大集合, Mirakuru Gosei Heddā Daishūgō)
13. Run! The Mystic Runner (走れ！ミスティックランナー, Hashire! Misutikku Rannā)
14. Birth of the Ultimate Tag Team! (最強タッグ誕生！, Saikyō Taggu Tanjō!)
15. Countdown! The Life of the Earth (カウントダウン！地球の命, Kauntodaun! Hoshi no Inochi)
16. Dynamic Alata (ダイナミックアラタ, Dainamikku Arata)
17. A New Enemy! The Yūmajū (新たな敵！幽魔獣, Aratana Teki! Yūmajū)
18. The Earth Purifying Knight of Destiny (地球を浄める宿命の騎士, Hoshi o Kiyomeru Shukumei no Kishi)
19. Gosei Knight Will Not Allow It (ゴセイナイトは許さない, Gosei Naito wa Yurusanai)
20. Fall In Love Goseigers (フォーリンラブ・ゴセイジャー, Fōrin Rabu Goseijā)
21. Elegant Eri (エレガント・エリ, Ereganto Eri)
22. Over the Rainbow (オーバー・ザ・レインボー, Ōbā Za Reinbō)
23. Burn! Goseigers (燃えろ！ゴセイジャー, Moero! Goseijā)
24. The Miracle Attack Goseigers (ミラクルアタック・ゴセイジャー, Mirakuru Atakku Goseijā)
25. Nostalgic Moune (ノスタルジック・モネ, Nosutarujikku Mone)
26. The Laughing Gosei Angels (護星天使、爆笑！, Gosei Tenshi, Bakushō!)
27. Wake Up Agri! (目覚めろ、アグリ！, Mezamero, Aguri!)
28. A Father's Treasure (おとうさんの宝物, Otōsan no Takaramono)
29. The Goseigers are Sealed! (ゴセイジャーを封印せよ！, Goseijā o Fūin seyo!)
30. Romantic Eri (ロマンティック・エリ, Romantikku Eri)
31. Never Give Up, Goseigers! (ネバーギブアップ！ゴセイジャー, Nebā Gibu Appu! Goseijā)
32. Perform the Ultimate Miracle! (究極の奇跡を起こせ！, Kyūkyoku no Kiseki o Okose!)
33. The Dreadful Matrintis Empire (恐怖のマトリンティス帝国, Kyōfu no Matorintisu Teikoku)
34. Gosei Knight Justice (ゴセイナイト・ジャスティス, Gosei Naito Jasutisu)
35. Find the Perfect Leader! (パーフェクトリーダーを探せ！, Pāfekuto Rīdā o Sagase!)
36. Run, Agri! (走れ、アグリ！, Hashire, Aguri!)
37. Excited Moune (エキサイト・モネ, Ekisaito Mone)
38. Alice vs. Gosei Knight (アリスVSゴセイナイト, Arisu Bāsasu Gosei Naito)
39. Epic Zero (エピック・ゼロ, Epikku Zero)
40. Strong Alata (ストロング・アラタ, Sutorongu Arata)
41. Exploding Bonds of Friendship! (爆発！仲間の絆, Bakuhatsu! Nakama no Kizuna)
42. Passionate Hyde (情熱的ハイド, Jōnetsu Teki Haido)
43. The Empire's All-Out Attack (帝国総攻撃, Teikoku Sōkōgeki)
44. The Ultimate Final Battle (究極の最終決戦, Kyūkyoku no Saishū Kessen)
45. The Messiah is Born (救星主、誕生, Kyūseishu, Tanjō)
46. Gosei Knight is Targeted (狙われたゴセイナイト, Nerawareta Gosei Naito)
47. The Trap of the Earth Salvation Plan (地球救星計画の罠, Chikyū Kyūsei Keikaku no Wana)
48. The Fighting Gosei Power (闘うゴセイパワー, Tatakau Gosei Pawā)
49. Fight Towards the Future (未来への戦い, Mirai e no Tatakai)
50. Protecting the Planet is an Angel's Duty (地球を護るは天使の使命, Hoshi o Mamoru wa Tenshi no Shimei)

### Cross-overs
- De Goseigers hebben een korte gastrol in de cross-over special Samurai Sentai Shinkenger vs. Go-onger Ginmaku Bang!! (een cross-over tussen Engine Sentai Go-onger en Samurai Sentai Shinkenger)

### Films
- Tensou Sentai Goseiger: Epic on the Movie (天装戦隊ゴセイジャー エピックON THEムービー, Tensō Sentai Goseijā Epikku On Za Mūbī): de jaarlijkse Super Sentai-film. De film ging op 7 augustus 2010 in première, samen met de Kamen Rider Double-film.[5] In de film wordt de aarde bedreigt door een groot aantal natuurrampen en twee meteorieten.[6] De film draait om de terugkeer van de Warstar.
- Tensou Sentai Goseiger vs. Shinkenger: Epic on Ginmaku (天装戦隊ゴセイジャーVSシンケンジャー エピック on 銀幕, Tensō Sentai Goseijā tai Shinkenjā Epikku on Ginmaku): een cross-over special tussen Goseiger en Samurai Sentai Shinkenger.

## Rolverdeling
- Arata/Gosei Red (アラタ／ゴセイレッド, Arata/Gosei Reddo): Yudai Chiba (千葉 雄大, Chiba Yūdai)[7]
- Eri/Gosei Pink (エリ／ゴセイピンク, Eri/Gosei Pinku): Rika Sato (さとう 里香, Satō Rika)[8]
- Aguri/Gosei Black (アグリ／ゴセイブラック, Aguri/Gosei Burakku): Kyousuke Hamao (浜尾 京介, Hamao Kyōsuke)[9]
- Mone/Gosei Yellow (モネ／ゴセイイエロー, Mone/Gosei Ierō): Mikiho Niwa (丹羽 未来帆, Niwa Mikiho)[10]
- Haido/Gosei Blue (ハイド／ゴセイブルー, Haido/Gosei Burū): Kento Ono (小野 健斗, Ono Kento)

Stuntmannen/kostuumacteurs
- Gosei Red, Gosei Green: Yasuhiro Takeuchi (竹内 康博, Takeuchi Yasuhiro)
- Gosei Red (sub): Kōsuke Asai (浅井 宏輔, Asai Kōsuke)
- Gosei Pink: Yūichi Hachisuka (蜂須賀 祐一, Hachisuka Yūichi)
- Gosei Black: Yoshifumi Oshikawa (押川 善文, Oshikawa Yoshifumi)
- Gosei Black (sub): Yasuhiko Imai (今井 靖彦, Imai Yasuhiko)
- Gosei Yellow: Mizuho Nogawa (野川 瑞穂, Nogawa Mizuho)
- Gosei Blue, Gosei Ultimate: Hirofumi Fukuzawa (福沢 博文, Fukuzawa Hirofumi)
- Gosei Blue (sub): Makoto Itō (伊藤 慎, Itō Makoto)
- Gosei Knight, Dereputa, Gosei Ground: Jiro Okamoto (岡元 次郎, Okamoto Jirō)
- Month Doreiku, Kinggon, Robogōgu, Gosei Great, Wonder Gosei Great: Hideaki Kusaka (日下 秀昭, Kusaka Hideaki)
- Brajira/Buredoran/Buredo-RUN: Riichi Seike (清家 利一, Seike Riichi)
- Makuin: Masaru Ōbayashi (大林 勝, Ōbayashi Masaru)
- Metal-Alice: Motokuni Nakagawa (中川 素州, Nakagawa Motokuni)
- Datas: Naoko Kamio (神尾 直子, Kamio Naoko)
- Datas Hyper: Daisuke Satō (佐藤 太輔, Satō Daisuke)